# Miquel Creus Boixaderas
Miquel Creus Boixaderas (Vic, Osona, 1955-Berlín, 14 de novembre de 2019) fou un escriptor català.
Fou conegut per ser l'autor d'Òpera Àcid, entre altres obres.
Va debutar amb Gaia...oh! Gaia, a mans de La Magrana, una història sobre un trio amorós. Anys més endavant, en 1989, Edicions 62 va publicar Òpera Àcid, obra sobre la vida dels drogodependents de la Catalunya dels anys 1980 en primera persona on relata les vivències dels mercheros amb les dificultats de l'època i en un període en el que el gènere cinematogràfic del cinema quinqui estava en la seva màxima esplendor. Es va traslladar a Alemanya, segons els seus editors, fugint d'aquestes històries que no va voler refer.
Durant els anys 1990 poc es va saber de Creus i de les seves obres fins que l'equip de Males Herbes va establir contacte amb ell per reeditar de nou la seva obra. Va morir el 14 de novembre de 2019 en la ciutat de Berlín a causa d'un càncer.

## Obres
És autor de les següents obres:
- 1994, Gaia...oh! Gaia, La Magrana.
- Òpera Àcid, Edicions 62.